# Джинневер, Чарльз
Чарльз Джинневер (англ. Charles Ginnever; 28 августа 1931, Сан-Матео, Калифорния — 16 июня 2019) — американский скульптор, известен масштабными абстрактными скульптурами с патиной ржавчины под открытым небом. Эти работы являются примером минимализма, в котором подчеркиваются сложные формальные отношения внутри самой работы, а также перцептивные отношения между работой и зрителем.

## Биография и творчество
Чарльз Джинневер родился в Сан-Матео, Калифорния, в 1931 году. После службы в ВВС, он путешествовал по Европе и изучал скульптуру в Париже с 1953 по 1955 у Осипа Цадкина. В 1957 году он получил степень бакалавра в Художественном институте Сан-Франциско, а в 1959 — степень магистра Университета Корнелла.
Его ранние работы 1960-х были из стального лома, иногда в сочетании с холстами или другими необычными материалами, и были окрашены в яркие цвета. В последующие годы Джинневер сократил использование цвета и выбор материалов, создавая работы, которые выглядели более сложными по композиции. Геометрические формы, треугольники и трапеции, были расположены таким образом, что создавали оптические иллюзии, бросая вызов восприятию зрителя и чувству пространства.
Джинневер много преподавал, продолжая участвовать во многочисленных персональных и групповых выставках.
Джинневер был одним из основателей галереи «ConStruct», которая пропагандировала и организовывала выставки масштабной скульптуры в США. Другими учредителями были John Raymond Henry, Кеннет Снельсон, Lyman Kipp и Марк Ди Суверо.